# DJs From Mars
DJs From Mars (с англ. — «Диджеи с Марса») — итальянская команда диджеев и продюсеров. Они известны своими мэшапами популярных песен, превращаемыми в электронную танцевальную музыку.

## История создания
Проект стартовал в 2003 году после встречи молодых продюсеров Луки Эмануэле Вентрафридды (он же Лука Вентафанк) и Массимилиано Гарино (он же Макс Аквалуче) на итальянском лейбле Bliss Corporation, известном проектом Eiffel 65 в конце 1990-х. Оба они продюсировали песни для этого лейбла под разными псевдонимами. Лишь спустя несколько лет и после нескольких совместных треков они основали общий проект «DJs from Mars».
С помощью своего американского менеджера Джейсона Невинса DJs from Mars выпустили официальные ремиксы для многих артистов, включая Шона Пола, Pitbull, Софи Эллис-Бекстор, Dirty Vegas, Fragma, Сиару, Кулио и Эннио Морриконе.
В 2013 году DJs from Mars заняли 95-е место в списке 100 лучших диджеев журнала DJ Mag.
В 2015 году они стали главными героями рекламной кампании Gillette «Shave Forth».

## Признание
Леди Гага выложила в Twitter свои бутлеги «Metallica vs Lady Gaga». Их работы также часто публикуются на YouTube. Канал дуэта набрал более 10 миллионов просмотров, а число подписчиков на его фан-странице в Facebook достигло отметки в 100 000 в мае 2012 года. По состоянию на 2022 год они в основном активны в Instagram.

## Карьера диджеев
Известные тем, что надевали картонные коробки на головы во время живых выступлений, они выступали в ряде ночных клубов и на мероприятиях по всему миру, включая Европу, США, Бразилию, Доминиканскую Республику, Канаду и Китай. В марте 2011 года они выступали на разогреве у Tiësto в Атлантик-Сити. В 2022 году они играли на главной сцене Tomorrowland.

## Дискография

### Альбомы
- Alien Nation Vol.1 (2010)
- Bootfellas (2010)
- Alien Nation Vol.2 (2011)
- Bootfellas Vol.2 (2011)
- Bootzilla (2013)
- Bootzilla: Vol. 2 (2014)
- Bootzilla: Vol. 3 (2015)
- Bootzilla: Vol. 4 (2018)
- Bootzilla: Vol. 5 (2022)

### Синглы и мини-альбомы
- 2003
  - Non Dormo Più — (Bliss Corporation)
- 2004
  - Open Sesame — (Movimental)
  - Kipo Mambo (Mama Made a Disco Groove)
- 2007
  - The Motherfucker — (GreenPark)
- 2008
  - Who Gives A Fuck About Deejays — (The Dominion)
  - Dirty Mary (My Name Is)
  - Saturday Night On The Moon
- 2009
  - Suono & Immagine
  - Don’t Give Up
  - Revolution Radio — as db Pure vs. Djs From Mars
- 2010
  - Luv 2 Like It — as Rico Bernasconi vs. Djs From Mars
  - Club Bizarre — as Brooklyn Bounce vs. Djs From Mars
- 2011
  - Sex Bass & Rock ’n’ Roll 2k11 — Brooklyn Bounce vs. Djs From Mars
  - Can’t Come Home — as Picco vs. Djs From Mars
  - Que Pasa — as Gabry Ponte + Djs From Mars + Bellani & Spada
- 2012
  - Insane (In Da Brain) — as Djs From Mars featuring Fragma
  - Phat Ass Drop (How To Produce A Club Track Today)
- 2013
  - Rock’N’Roll
- 2014
  - Welcome To The Darkside — as Djs From Mars vs. David Puentez
  - Hardcore Vibes — as Djs From Mars vs. Picco
  - Devil In My Brain — as Djs From Mars vs. Carnival featuring James F. Dini
  - Unconditional Symphony — as Djs From Mars vs. The Urban Love
  - The Night Rave Before Christmas EP
- 2015
  - Raving Bad EP
- 2016
  - Stronger — with Luca Testa featuring Becko
  - Back In The Classics EP
  - Bootylicious EP
- 2017
  - Decks & Drops & Rock’n’Roll
- 2018
  - Somewhere Above The Clouds
  - Harlem (Bronski Beat)
  - Gam Gam[4]
  - Christmas Pack
- 2019
  - The Spring Break Bootleg Pack
  - The Summer Bangerz EP
  - The Unforgettable EP
- 2020
  - The Drop — with Tiësto, Rudeejay and Da Brozz[5]
  - Summer 2020 Bootleg Pack
  - All I Want For Christmas Is Groove Bootleg Pack
- 2021
  - Sunday Morning (Controversia)
  - Call It House — with Laidback Luke
  - Sunglasses At Night — as Djs From Mars featuring JD Davis
  - Summer On Mars Bootleg Pack
- 2022
  - Killing Me Softly — with Gabry Ponte
  - Christmas In The Club Bootleg EP
- 2023
  - Blue Monday — with Oliver Heldens featuring JD Davis
  - Summer Festival Bootleg Pack
  - Don’t Stop — with Tujamo
  - Loneliness — with Hardwell and Tomcraft[6]
  - State Of Euphoria — with Laidback Luke

## 100 лучших диджеев по версии журналаDJ Mag
| Год  | Высшая позиция | Сведения       |
| ---- | -------------- | -------------- |
| 2013 | 95             | New Entry      |
| 2014 | 106            | Exit (Down 11) |
| 2015 | 111            | Out (Down 5)   |